# Белья-Виста (муниципалитет)
Белья-Виста (исп. Bella Vista) — муниципалитет в Мексике, штат Чьяпас, с административным центром в одноимённом посёлке. Численность населения, по данным переписи 2020 года, составила 20 157 человек.

## Общие сведения
Название Bella Vista с испанского языка можно перевести как красивый вид.
Площадь муниципалитета равна 213,7 км², что составляет 0,3 % от площади штата, а наиболее высоко расположенное поселение Лас-Таблас, находится на высоте 2440 метров.
Он граничит с другими муниципалитетами Чьяпаса: на севере с Чикомусело, на северо-востоке с Фронтера-Комалапой, на востоке с Аматенанго-де-ла-Фронтерой, на юге с Ла-Грандесой, и на западе с Сильтепеком.

## Учреждение и состав
Муниципалитет был образован 6 июня 1925 года, по данным 2020 года в его состав входит 86 населённых пунктов, самые крупные из которых:
| Код INEGI                  | Населённый пункт                                                                        | Численность населения (2005 год) | Численность населения (2010 год) | Численность населения (2020 год) |
| -------------------------- | --------------------------------------------------------------------------------------- | -------------------------------- | -------------------------------- | -------------------------------- |
| 011                        | Всего                                                                                   | 17553                            | 19281                            | 20157                            |
| 0001                       | Белья-Виста (исп. Bella Vista) 15°34′59″ с. ш. 92°14′41″ з. д. (административный центр) | 1452                             | 1672                             | 1996                             |
| 0019                       | Лас-Чичаррас (исп. Las Chicharras) 15°40′13″ с. ш. 92°12′40″ з. д.                      | 1380                             | 1324                             | 1360                             |
| 0004                       | Эмилиано-Сапата (исп. Emiliano Zapata) 15°40′13″ с. ш. 92°14′20″ з. д.                  | 1136                             | 1232                             | 1306                             |
| 0016                       | Сан-Хосе-лас-Чичаррас (исп. San José las Chicharras) 15°38′37″ с. ш. 92°12′23″ з. д.    | 1020                             | 1080                             | 1130                             |
| 0015                       | Ла-Ринконада (исп. La Rinconada) 15°35′38″ с. ш. 92°16′06″ з. д.                        | 870                              | 1078                             | 1084                             |
| 0011                       | Нуэво-Пакаяль (исп. Nuevo Pacayal) 15°39′35″ с. ш. 92°18′56″ з. д.                      | 892                              | 1019                             | 867                              |
| 0014                       | Эль-Прогресо (исп. El Progreso) 15°35′13″ с. ш. 92°13′01″ з. д.                         | 895                              | 965                              | 711                              |
| —                          | Прочие                                                                                  | 9908                             | 10911                            | 11703                            |
| Названия на карте Генштаба |                                                                                         |                                  |                                  |                                  |

## Экономическая деятельность
По статистическим данным 2000 года, работоспособное население занято по секторам экономики в следующих пропорциях:
- сельское хозяйство и животноводство — 85,9 % (здесь выращивается зерно, кофе и различные фрукты, а также разводится крупный рогатый скот, свиньи, овцы и птица);
- промышленность и строительство — 3,5 %;
- торговля, сферы услуг и туризма — 8,8 %;
- безработные — 1,8 %.

## Инфраструктура
По статистическим данным 2020 года, инфраструктура развита следующим образом:
- электрификация: 97,8 %;
- водоснабжение: 36 %;
- водоотведение: 94,3 %.

## Туризм
Основными достопримечательностями являются: скульптура Апостола Петра, а также красоты местного ландшафта.